# Lexington (New York)
|  | Dieser Artikel wurde aufgrund von inhaltlichen Mängeln auf der Qualitätssicherungsseite des Projektes USA eingetragen. Hilf mit, die Qualität dieses Artikels auf ein akzeptables Niveau zu bringen, und beteilige dich an der Diskussion! Eine nähere Beschreibung der zu behebenden Mängel fehlt. |

Lexington ist eine Kleinstadt im Greene County im US-Bundesstaat New York. Das U.S. Census Bureau hat bei der Volkszählung 2020 eine Einwohnerzahl von 770 ermittelt.
Lexington hat eine Fläche von 206,5 km². Der ZIP Code (Postleitzahl) der Stadt ist 12452. Lexington liegt innerhalb Catskill State Park in den Catskill Mountains.
Die Stadt wurde am 27. Januar 1813 als New Goshen gegründet und einige Monate später in Lexington umbenannt.